# Iris chrysophylla
Iris chrysophylla là một loài thực vật có hoa trong họ Diên vĩ. Loài này được Howell miêu tả khoa học đầu tiên năm 1902.